# Napoléon dans le désert
Napoléon dans le désert est une peinture surréaliste de Max Ernst réalisée en 1941 et conservée dans la collection du Museum of Modern Art de New York. La figure au premier plan est la partenaire d'Ernst à cette époque, la peintre surréaliste Leonora Carrington.

## Source de traduction
- (en) Cet article est partiellement ou en totalité issu de l’article de Wikipédia en anglais intitulé « Napoleon in the Wilderness » (voir la liste des auteurs).